# Сотниекс, Кристапс
Кристапс Сотниекс (латыш. Kristaps Sotnieks; род. 29 января 1987, Рига) — латвийский хоккеист, защитник «Руана» и сборной Латвии.

## Карьера
В сезоне 2004/05 дебютировал во взрослом хоккее в составе клуба «Рига 2000».
Через год он закрепился в составе и стал бронзовым призёром Белорусской экстралиги: в сезоне 2005/2006 он набрал 5 очков (1+4) в 42 играх и заработал 10 минут штрафа. На очередном чемпионате мира он набрал два очка в помощи команде. Он выступал ещё два года в клубе, выигрывая титул лучшего игрока Латышской лиги в 2005, 2006 и 2007 годах.
В 2008 году появился клуб «Динамо» Рига, и первоначально Кристапс не входил в основной состав, уступая места более опытным товарищам по сборной Латвии. Однако в итоге Кристапс стал чаще выступать за клуб и в 2009 году впервые был вызван в основную сборную Латвии, с которой дебютировал на чемпионате мира в Швейцарии (команда вышла в 1/4 финала). В квалификационном турнире к Олимпийским играм Сотниекс в трёх играх набрал два очка (за счёт двух голевых передач) и таким образом заработал своё место в составе на Олимпиаду.
13 сентября 2011 Кристапс Сотниекс во время поединка КХЛ между «Динамо» из Риги и «Ак Барсом» врезался в игрока казанской команды Вадима Хомицкого, угодив ему коленом в колено. Травма Вадима оказалась серьёзной, и его срочно увели с арены, а Сотниекс был удалён до конца матча. На заседании КХЛ было принято решение о последующей дисквалификации игрока ещё на три матча.
4 мая 2016 подписал однолетний контракт с клубом из Тольятти «Лада».

## Достижения
- Обладатель Кубка Надежды 2013 года в составе «Динамо Рига».